# Harry Roels
Henricus Josephus Maria „Harry“ Roels ([ˈharriː ruːls], * 26. Juli 1948 in den Niederlanden) ist ein niederländischer Manager. Er war von 1. Februar 2003 bis 30. September 2007 Vorsitzender des Vorstands der RWE AG.

## Leben

### Ausbildung
Nach dem Abitur absolvierte er ein Chemie- und Physikstudium und graduierte 1971 in physikalischer Chemie. 
Bei dem multinationalen Öl-Konzern Royal Dutch/Shell-Unternehmensgruppe hatte er sich in 30 Jahren in die Führungsspitze hochgearbeitet. Im Juli 1999 folgte die Ernennung zum Vorstandsmitglied der Royal Dutch/Shell-Unternehmensgruppe.

### RWE
2002 wurde er vom Aufsichtsrat der RWE AG unter Dr. Friedel Neuber zum Nachfolger des als akquisitionsfreudig geltenden Dietmar Kuhnt als Vorsitzender des Vorstands berufen. Er war der erste von außen angeworbene und zudem ausländische Vorstandsvorsitzende der RWE. Harry Roels setzte während seiner fast fünfjährigen Amtsperiode als Vorstandsvorsitzender auf die Entschuldung und Verschlankung des RWE-Konzerns. Dadurch hatte sich in seiner Amtszeit der Kurs der RWE-Aktie auf fast 90 Euro mehr als vervierfacht, so dass der kapitalmarkterfahrene Naturwissenschaftler die Sympathie der Aktionäre genoss.
Bei seinem Amtsantritt glich RWE einem Gemischtwarenladen, da es in Anlagenbau, Bauwirtschaft, Druckmaschinenbau und der mittelständisch geprägten Entsorgungswirtschaft tätig war. Zudem hatte RWE durch zu teure Akquisitionen einen Schuldenberg von unterjährig 26 Milliarden € (Finanzverbindlichkeiten ohne Pensionsrückstellungen) angehäuft, die Roels vollständig abgetragen hat. Ihm gelang die Konsolidierung des RWE-Konzerns, den er bis zum Ende seiner Amtszeit auf das Kerngeschäft mit Strom und Gas konzentrierte, jedoch alle Wertschöpfungsstufen, vom Bau eigener Kraftwerke und eigener Gas-Exploration über Stromerzeugung, Handel mit Strom und Einsatzstoffen, Unterhalt von Transport- und Verteilnetzen bis hin zum Vertrieb von Strom und Gas umfassen ließ.
Intern erneuerte Roels den Konzern. Er ersetzte einen patriarchalischen und bürokratischen durch einen partizipativen Führungsstil. Er verschlankte die Holding und gab mehr Entscheidungskompetenzen in die (operativ tätigen) Tochtergesellschaften, verkleinerte den Vorstand auf drei Personen und etablierte ein sog. Group Business Committee (GBC), das neben dem RWE-AG-Vorstand auch die Vorsitzenden der Vorstände beziehungsweise Geschäftsführungen der großen Tochtergesellschaften sowie wichtige Bereichsleiter der Holding umfasste. Die im GBC getroffenen Entscheidungen wurden formell von Vorstand verantwortet.
Kritisiert wurde Roels von einem Teil der bei RWE starken kommunalen Aktionäre, denen rund 25 % der Aktien gehören, dass er sich nicht an dem internationalen Übernahmepoker in der europäischen Energiewirtschaft beteiligt hat. Dadurch habe der Konzern an relativer Größe im Vergleich mit den Wettbewerbern verloren, unter anderem der aus der VEBA und VIAG hervorgegangenen E.ON. Im Jahr 2006 verlieh ihm der Naturschutzbund Deutschland den Negativpreis Dinosaurier des Jahres für kritikwürdiges Umweltverhalten.
Nachfolger von Roels ist Jürgen Großmann, der als Wunschkandidat des ehemaligen RWE-Aufsichtsratsvorsitzenden und ehemaligen Vorstandsvorsitzenden der WestLB Thomas R. Fischer platziert wurde.

### Weiteres
Seine Berufserfahrung bringt er in soziale Projekte in Entwicklungsländern ein. Seine Stiftung stattete er mit einem Teil seiner erfolgsabhängigen RWE-Bezüge aus.
Harry Roels ist mit einer höheren niederländischen Ministerial-Beamtin verheiratet und Vater zweier Töchter. Er lebt seit der Beendigung seiner Essener Amtszeit in den Niederlanden. Unmittelbar vor und nach seiner Amtszeit bei RWE verbrachte Roels mit seiner Frau mehrmonatige Reisen in und (auf einer Segelyacht) um Australien und Neuseeland. Roels betrieb und betreibt eine Vielzahl von Sportarten, unter anderem Golf. 